# Omake
Omake (jap. 御負け, お負け, おまけ; pol. dodatek) – japońskie słowo oznaczające: rodzaj nagrody, premii, czegoś ekstra ponad, bonusu.
Używane także w znaczeniu koloryzowania lub przesadzania w opowiadaniu o czymś.
Słowo to jest używane w kontekście "dorzucenia" czegoś przy zakupie jako prezentu od firmy. Na przykład płyty CD przy zakupie sprzętu nagrywającego.
Obecnie, słowo omake nabrało nowego znaczenia w kontekście sprzedaży płyt DVD m.in. z filmami fabularnymi i anime. Są to "dodatki" w postaci: usuniętych scen, zabawnych incydentów w trakcie nakręcania filmu, wywiadów z twórcami, klipów dokumentalnych itd.